# نيورد

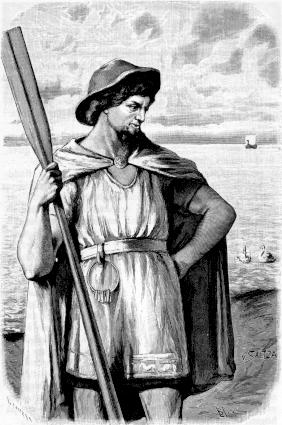
نيورد بريشة فريدريك ساندرز (1893)

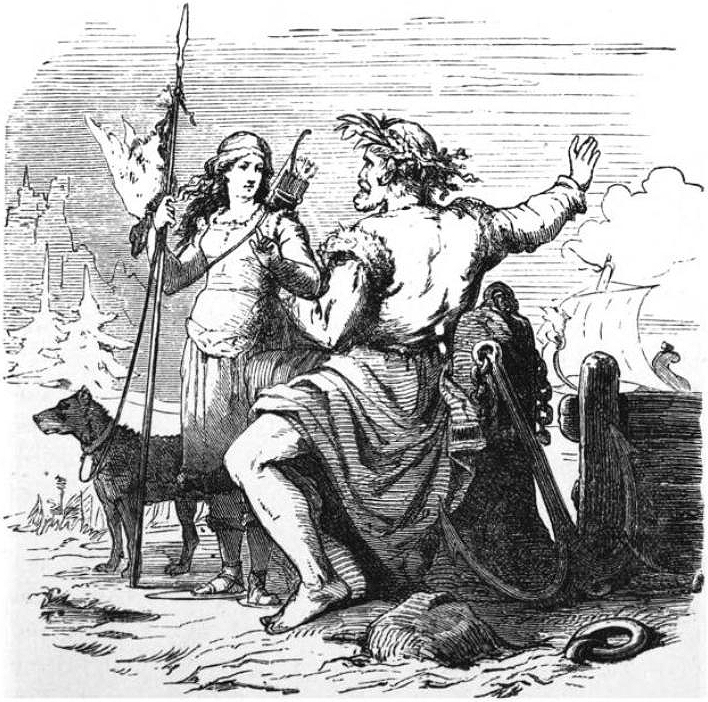
نيورد وسكادي

نيورد Njord أو نيورذر Njörðr في الأساطير الإسكندنافية، هو إله بين عرق الفانير. نيورد هو والد الإلهين فري وفريا من أخته وزوجته التي لم يذكر اسمها، وتزوج من الإلهة سكادي وكان زواجهما فاشلا، ويعيش في نواتون ويرتبط بالبحر والملاحة والرياح وصيد الأسماك والثروة وخصوبة المحاصيل.
يظهر نيورد في قصائد شعر إيدا الشعرية التي تم جمعها في القرن الثالث عشر من مصادر تقليدية سابقة، وقصائد نثر إيدا التي كتبها سنوري سترلسون في القرن الثالث عشر، كما يظهر بدور ملك السويد الأسطوري الأول في هيمسكرينغلا، والتي كتبها ستورلسون أيضا، وكذلك أحد الآلهة الثلاثة في كتاب هاوكسبوك من القرن الرابع عشر، وفي العديد من أسماء الأماكن الاسكندنافية. بقيت طقوس تكريم نيورد في العادات الشعبية النرويجية حتى القرن الثامن عشر أو التاسع عشر، حيث تم تسجيل الإله باسم نيور وشكره الصيادون على السمك الوفير.
كان نيورد موضوعًا للنقاشات والنظريات، وغالبًا ما يتم ربطه بشخصية الإلهة الجرمانية نيرثوس، والبطل هادينغوس، أن مكانته كانت أهم في السابق بين الأوثان النوردية نظرًا لظهور اسمه في العديد من أسماء الأماكن.

## الاسم
يتوافق اسم نيورد مع اسم الإلهة الجرمانية الأقدم نيرثوس Nerthus، وكلاهما مستمد من الكلمة الجرمانية القديمة «نيرثوز» Nerþuz. المعنى الأصلي للاسم متنازع عليه، لكنه قد يكون مرتبطًا بالكلمة الأيرلندية nert التي تعني «القوة». وقد اقترح الباحثون أن تغيّر الجنس من نيرثوس الأنثى إلى نيورد الذكر يرجع إلى حقيقة أن الأسماء المؤنثة التي تنتهي بـus اختفت من اللغة الجرمانية وسادت بدلها الأسماء المذكرة. ومع ذلك، فإن علماء آخرين يرون أن التغيير لا يعتمد على الجنس النحوي بل على تطور المعتقدات الدينية، حيث أن اختلاف الجنس مردّه أنهما إلهان منفصلان. قد يكون اسم نيورد مرتبطًا باسم الإلهة الإسكندنافية.
يظهر اسم نيورد في أسماء أماكن مختلفة في الدول الاسكندنافية، مثل ناردهاوي (وهي الآن نالافي في ناركه)، ناردهافي (وهي الآن ميارديفي في لينشوبيغ) كلاهما يضيف المصطلح الديني «في» أو المزار، نياردالوندا (وهي الآن نارلوندا في هلسينغبورغ)، نيردهاتونوم (وهي الآن نارتونا في أوبلاند) في السويد،  نيارذفيك في جنوب غرب آيسلندا، ونايارذالوغ ونيارذي (وهي الآن Nærøy) في النرويج. كذلك يظهر اسم نيورد في كلمة للإسفنج: Njarðarvöttr أو قفاز نيورد في النوردية القديمة. بالإضافة إلى ذلك، فقد تم تحويل اسم الإله الروماني ساتورن باسم نيورد في الترجمات الأيسلندية القديمة عن الأساطير الكلاسيكية 